# Leopardo-do-norte-da-china
O leopardo-do-norte-da-china (Panthera pardus orientalis) é uma subespécie de leopardo nativa do norte da China. Este leopardo é tão raro que quase nunca é visto na natureza. O animal habita em pradarias e florestas das montanhas. Espécie ameaçada de extinção, caça veados, javalis e roedores.

## Características
É um leopardo da mesma dimensão do seu parente do norte o leopardo-de-amur. O desenho das manchas recorda a onça. Ele tem o pêlo mais longo do que muitas outras subespécies de leopardo e é o que tem o pelo mais escuro.
Os filhotes são nascidos em ninhadas de 2 ou 3, mas a mortalidade infantil é elevada nesta espécie, e as mães não são vistas com mais de 1 ou 2 crias. As fêmeas grávidas procuram encontrar uma caverna, uma brecha entre as pedras, uma árvore oca ou um arbusto para dar à luz ou então fazem uma cova. Os filhotes abrem os olhos depois de 10 dias, o seu pelo tende a ser mais longo e que a maior parte dos adultos, também é mais cinzento e com manchas menos definidas.
Os pequenos leopardos aos três meses começam a acompanhar as suas mães nas caçadas. Eles ficam com a mãe até aos 18 a 24 meses.

## Em cativeiro

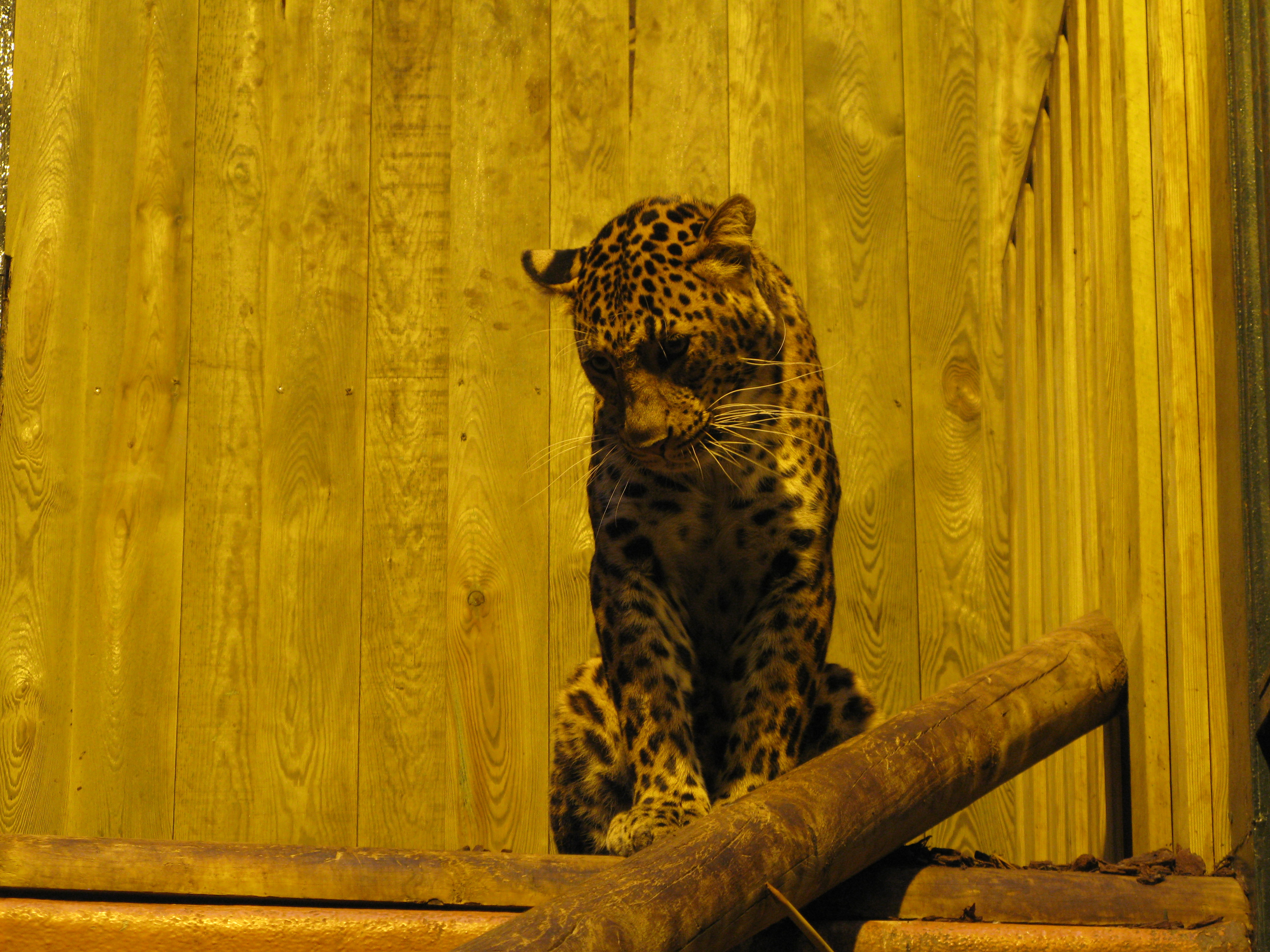
Leopardo-do-norte-da-china em cativeiro em Paris.

Ninguém sabe ao certo quantos existem leopardos no estado selvagem. Existem apenas cerca de 100 leopardos em cativeiro e estão procurando renovar a sua variedade genética para que eles possam continuar como uma população saudável. No último censo há mais de cinco anos atrás, concluiu-se que existam cerca de 2 500 leopardos-do-norte-da-china em vida selvagem.
Este leopardo foi um animal chave no programa "Exotic Feline Breeding Compund" (EFBC). O EFBC ainda é um dos melhores lugares do mundo para ver este raro e belo gato. Têm atualmente 9 leopardos-do-norte-da-china, o mais novo nasceu em maio de 2007, e o mais antigo em janeiro de 1990.